# Itamar Ben-Gvir
Itamar Ben Gvir (n. 6 mai 1976, Mevaseret Zion, Districtul Ierusalim, Israel) (în ebraică: איתמר
בן-גביר) este un avocat și politician israelian de extremă dreapta, a îndeplinit funcția de ministru al securității interne a Israelului, în cabinetul Binyamin Netanyahu, din decembrie 2022 până în ianuarie 2025, când a demisionat și și-a retras partidul din guvern în semn de protest față de acordul cu Hamas privind încetarea focului și eliberarea ostaticilor israelieni din Fâșia Gaza în schimbul unui mare număr de palestineni deținuți pentru pentru crime sau alte delicte în Israel. Ben Gvir a revenit în guvernul Netanyahu după reluarea atacurilor asupra Hamasului la 17  martie 2025. Ben Gvir este deputat în Knesset din partea partidului Otzmá Yehudit (Putere evreiască) 
În trecut a candidat din partea partidului său la alegerile pentru al 19-lea și al 21-lea până la al 25-lea Knesset.
A fost un timp consilier al deputatului Mihael Ben Ari și purtător de cuvânt al micului partid al acestuia, Frontul Evreiesc Național. 
În cursul activității sale politice din tinerețe a fost condamnat pentru opt delicte penale, între care, tulburare publică, obstrucționare a poliției, atâțare șovină, două condamnări pentru deținerea de material de propagandă al unei organizații teroriste și două condamnări pentru sprijinul unei organizații teroriste. 
   
Partidul său, Otzma Yehudit deține 6 mandate din cele 120 ale parlamentului israelian și între decembrie 2022 - ianuarie 2025 și iarăși din martie 2025 face parte din coaliția guvernamentală.

## Biografie

### Copilărie și tinerețe
Ben-Gvir s-a născut în 1976 la Ierusalim, cel mai mic dintre cei doi fii ai lui Shoshana, născută Shangaloff, și ai lui Tzadok Ben-Gvir. Tatăl său s-a născut la Ierusalim, într-o familie de evrei originari din Irak. Tatăl și-a schimbat numele de familie din „Hanan” în Gvir, traducerea acestui cuvânt din arabă. Mama lui Ben-Gvir, Shoshana, fiica unor părinți evrei imigranți din Kurdistan, a fost o activistă a organizației Irgun și odată, la vârsta de 14 ani, a fost arestată de poliția mandatară britanică.
Ben-Gvir a crescut la Mevaseret Tzion într-o atmosferă laică-tradițională și a învățat la liceul profesional ORT din Ierusalim. La vârsta de 12 ani, în timpul Primei Intifade , a început un proces de "pocăire” religioasă.

### Începutul activității politice. Conflicte cu legea
La 14 ani, s-a înrolat prima dată în activități politice de extremă dreapta, participând la demonstrații împotriva gărzilor pacifiste „Femeile în negru” din Piața Paris din Ierusalim.
A aderat la mișcarea de tineret a partidului Moledet (Patria) și la 16 ani, sub influența lui Noam Federmann, a aderat la mișcarea extremistă „Kakh” (Așa) a rabinului Meir Kahana, unde a devenit instructor de tineret. După ce a absolvit liceul, a studiat la ieșiva Ideea Iudaică a rabinului Kahana. 
În urma măcelului vindicativ înfăptuit în 1994 de un terorist evreu,dr Baruch Goldstein, în Peștera Patriarhilor din Hebron Mișcarea „Kakh” a fost declarată în Israel organizație teroristă și a fost scoasă în afara legii.
În continuare Ben-Gvir a făcut parte dintr-o organizație numită Frontul Ideii care a fost și ea declarată ilegală ca succesoare a Mișcării Kakh, 
În 1999 Ben-Gvir și foști activiști ai mișcării Kakh au publicat un manifest cu ocazia postului de 9 Av în care au scris: "Doliul pentru distrugerea templului și litaniile nu sunt de ajuns - dușmanul arab trebuie izgonit de pe Muntele Templului" În 2004 Ben-Gvir a fost condamnat pentru aceasta.În 2007 a fost obiectul unei noi condamnări după ce în 2001 a lipit pe automobilul său o etichetă pe care a scris: „Nu există arabi - Nu există atentate teroriste”  iar in 2002, în timpul atentatelor din vremea celei de-a Doua Intifade - Intifada Al-Aqsa, s-au găsit în mașina sa patru afișe cu inscripția "Să izgonim pe dușmanul arab" sub semnătura „Comitetului de acțiune «Kahana a avut dreptate»”, pe care autoritățile israeliene l-au declarat, de asemenea, organizație teroristă.
Ben-Gvir nu a fost recrutat în armată. După spusele sale, armata a refuzat să-l recruteze din cauza trecutului său în Mișcarea Kakh. Participarea sa la acte de protest publice provocative i-a adus anchete și procese, precum și renume în rândurile partizanilor dreptei radicale. O parte din inițiativele sale le-a luat în colaborare cu Baruch Marzel, ultimul conducător al Mișcării Kakh.
Două săptamâni înaintea asasinării primului ministru israelian Itzhak Rabin Ben-Gvir a publicat fotografia semnului mașinii lui Rabin, cu observația:«Așa cum am ajuns la semnul acesta, așa putem ajunge și la Rabin»
Douăzeci de ani mai târziu, în campania electorală din 2022 și-a exprimat scuze pentru această afirmație. El a declarat 
că nu îl numește pe Rabin „trădător”, deși, după părerea lui, Rabin a comis „fapte care au lovit în Statul Israel” și „a ajutat pe dușman”, iar comemorarea lui este exagerată.
Împreună cu Marzel și alții, Ben-Gvir a creat un Comitet pentru democrație, care a acționat pentru eliberarea din detenție a lui Igal Amir, asasinul lui Rabin. După ce teroristul ucigaș libanez Samir Kuntar, a fost eliberat din închisoarea israeliană în schimbul unor prizonieri israelieni, Ben-Gvir a cerut și eliberarea lui Igal Amir.
În iunie 1997, în urma unor amenințări cu moartea trimise ambasadei britanice în Israel, cântăreața irlandeză Sinéad O'Connor și-a anulat concertul la Ierusalim în care urma să cheme la împărțirea orașului între Israel si Palestina. într-un interviu la radio, Ben-Gvir, care avea pe atunci 21 ani, s-a lăudat că el și alți membri ai Frontului Ideii au stat în spatele amenințărilor. 
În anul 2000 Ben-Gvir a lipit pe străzile Ierusalimului afișe împotriva vizitei papei Ioan Paul al II-lea și a fost ținut în arest pe toată durata vizitei.
Când premierul Ariel Sharon care, cu aprobarea Knessetului, a evacuat cu forța așezările israeliene din Fâșia Gaza, a suferit un accident vascular cerebral fatal și a intrat în comă, în decembrie 2005 Ben-Gvir a comunicat: «Sperăm ca aceasta va fi un mesaj pentru oricine vrea să lovească în Țara Israelului, Țara Israelului este mai puternică decât oricine». După ce a lipit pe mașină un sticker cu inscripția: „Sharon, Lili te așteaptă” (Lili era soția defunctă a lui Sharon) Ben-Gvir a fost arestat și anchetat pentru ațâțare împotriva lui Sharon.
În 2011 împreună cu Baruch Marzel, Bentzion Gofstein, Betzalel Smotrich și alți activiști de extremă dreapta, Ben-Gvir a organizat o „Paradă a vitelor” în semn de protest contra Paradei mândriei a persoanelor LGBT la Ierusalim.
În 2012 Ben-Gvir a terminat studii de drept la Colegiul academic Ono. La început, din cauza trecutului sau penal, baroul avocaților nu i-a permis specializarea și accesul la examene, dar după ce a fost achitat în mai multe rânduri, după încă două deliberări,i s-a permis să treacă examenul și să fie primit în barou.   
Ca avocat s-a specializat în apărarea unor extremiști acuzați de violențe față de palestinieni.
În 2017 ca avocat a apărat și niște fete care au scuipat în dreptul unei mănăstiri și a explicat într-un interviu că "există un vechi obicei iudaic de a scuipa atunci când treci  pe lângă o mănăstire sau un preot. Indiferent dacă acceptăm aceasta sau nu, dacă se scuipă într-o parte, nu este un delict”
Într-un alt interviu, a afirmat că, „deși nu este vorba de un act adecvat, nu dorește ca din pricina lui să se ajungă la arest". "Este de preferat, în astfel de cazuri, de acționat prin mijloace educative".  
În perioada alegerilor din 2020 Ben-Gvir avea în locuință, pe peretele salonului tabloul lui Baruch Goldstein, la Sanctuarul Patriarhilor din Hebron, unde în 1994 acesta a măcelărit un număr de credincioși musulmani, fiind apoi ucis. Ben-Gvir a susținut ca Goldstein ca medic, a salvat pe câțiva din prietenii săi. În luări de poziții în tinerețe Ben-Gvir s-a solidarizat cu actul și figura lui Goldstein în mai multe ocazii, văzând în el un erou. În 2020 a îndepărtat tabloul iar într-un panel electoral din 2022 a afirmat că s-a maturizat și că nu mai vede în Goldstein un erou.

### Calea spre parlament
În preajma alegerilor pentru Knessetul al-23 lea Ben Gvir a semnat o alianță electorală cu rabinul Rafi Peretz din partidul Bait yehudi (Vatra evreiască). La scurt timp înainte de prezentarea listelor partidelor participante, lista lui Peretz s-a alăturat partidului Yamina (La dreapta) în mișcarea Noii drepte (Hayamin hehadash). Liderul mișcării, Naftali Bennett a refuzat să-l coopteze pe Ben Gvir în lista Yamina sub motivul expunerii tabloului lui Goldstein în salonul lui Ben Gvir. În martie 2020 lista lui Ben Gvir Puterea evreiască a fost nevoită să se prezinte la alegeri singură și nu a obținut decât 19402 voturi, adică 0.42% și nu a trecut baremul necesar pentru a intra în Knesset.
Înaintea alegerilor pentru Knessetul al 24-lea din martie 2022 Ben Gvir a semnat un pact electoral cu micul partid homofob Noam și apoi cu partidul Sionismul religios sub conducerea lui Betzalel Smotrich, Ben Gvir s-a aflat pe locul 3 pe listă și a fost ales.
După ce s-a urcat pe Muntele Templului în ianuarie 2022, Ben Gvir a primit amenințări la adresa vieții sale și a primit, în consecință, o pază permanentă.
În august 2022 a semnat un acord de coaliție cu Betzalel Smotrich cu încurajarea și medierea lui Binyamin Netanyahu. 
Coaliția de partide de extremă dreapta a obținut 14 mandate și a devenit a treia forță din Knesset.

### Partidul politic
Partidul Otzma yehudit (Putere evreiască) a luat ființă în 2012 ca un succesor al liniei ideologice al mișcărilor Kakh și Kahana Hai (Kahana trăiește), reclamând expulzarea cetățenilor arabi din Israel și instaurarea unei teocrații.
Partidul Otzmá Yehudit revendică anexarea întregii Cisiordanii fără a acorda cetățenia israeliană locuitorilor ei arabi, prevede expulzarea cetățenilor arabi „neloiali” și încurajarea emigratiei arabilor din Israel.
Partidul insistă și asupra unei reforme radicale a sistemului judiciar din Israel în direcția punerii accent pe valorile religioase iudaice în defavoarea celor democratice "occidentale", mai ales în ce privește drepturile minorităților.

### Ministru al securității naționale
Deși, înaintea alegerilor pentru al 24-lea Knesset, Netanyahu a promis explicit ca nu îl va coopta pe Ben Gvir ca ministru în guvern,la 29 decembrie 2023 Ben Gvir a fost numit ministru pentru securitatea internă și numele ministerului a fost schimbat, din inițiativa sa, în Ministerul pentru securitatea națională. La 8 ianuarie 2024 el a fost numit si ministru pentru întărirea și promovarea comunitară, oficiu care a fost apoi unit cu ministerul pentru securitatea națională.

### Viața privată
Ben Gabir este căsătorit din 2004 cu Ayalá, născută Nimrodi), profesoară de ebraică. Cuplul are șase copii și locuiește la Givat Haavot din Kiryat Arba, lângă Hebron.